# مات هاريسون
مات هاريسون (بالإنجليزية: Matt Harrison)‏ هو لاعب كرة قاعدة أمريكي، ولد في 16 سبتمبر 1985 في درم في الولايات المتحدة.

## وصلات خارجية
- مات هاريسون على موقع دوري كرة القاعدة الرئيسي (الإنجليزية)
- مات هاريسون على موقعبيزبول رفرنس.كوم (الدوري الرئيسي) (الإنجليزية)
- مات هاريسون على موقعبيزبول رفرنس.كوم (الدوري الثانوي) (الإنجليزية)
- مات هاريسون على موقع إي إس بي إن.كوم (أم.أل.بي) (الإنجليزية)
- مات هاريسون على موقع مشجعي الرسوم البيانية (الإنجليزية)